# Encyclia peraltensis
Encyclia peraltensis là một loài thực vật có hoa trong họ Lan. Loài này được (Ames) Dressler mô tả khoa học đầu tiên năm 1997.